# آدم وحواء والشجرة
آدم وحواء والشجرة  (بالإيطالية: Peccato originale e cacciata dal Paradiso terrestre
) هي صورة فريسكو مرسومة على سقف كنيسة سيستين بالفاتيكان . قام برسمها الفنان ميكيلانجيلو في عام 1510 بتفويض من البابا يوليوس الثاني. الصورة يأتي ترتيبها الرابع على سقف الكنيسة، وتبلغ مساحة الصورة 280x570 سنتيمتر.

## صور بعض التفاصيل

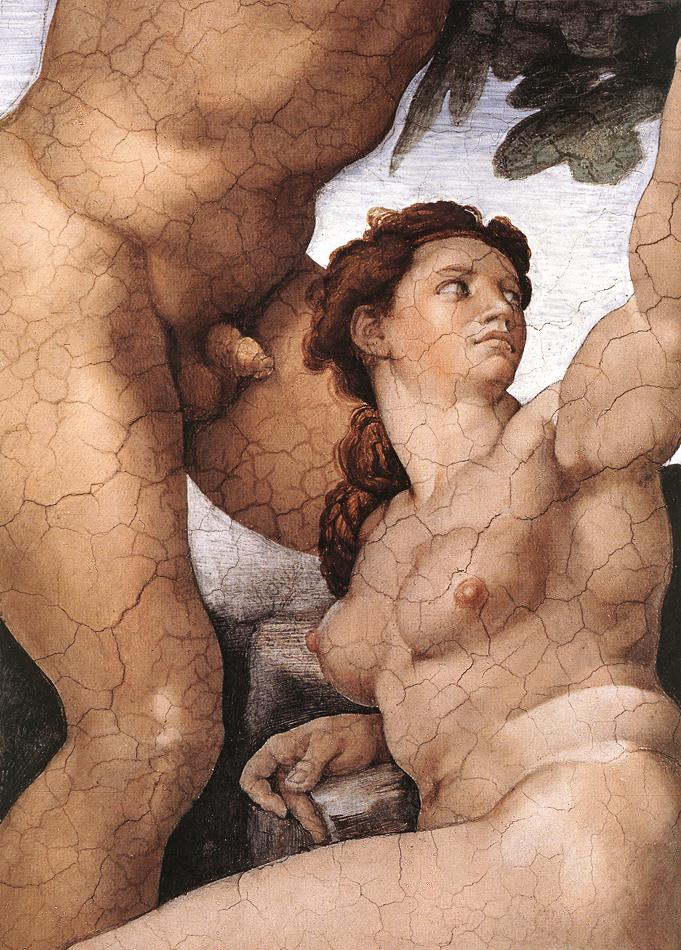
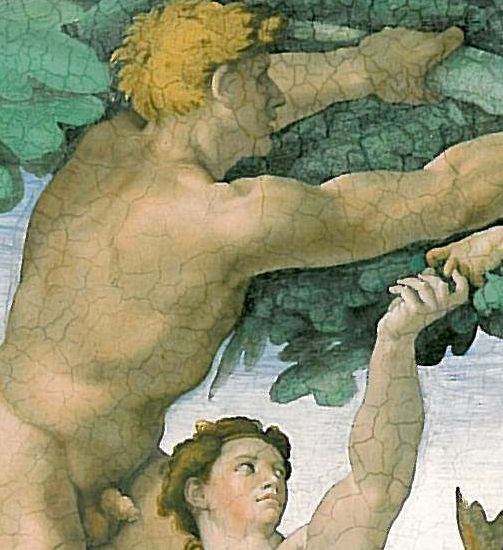
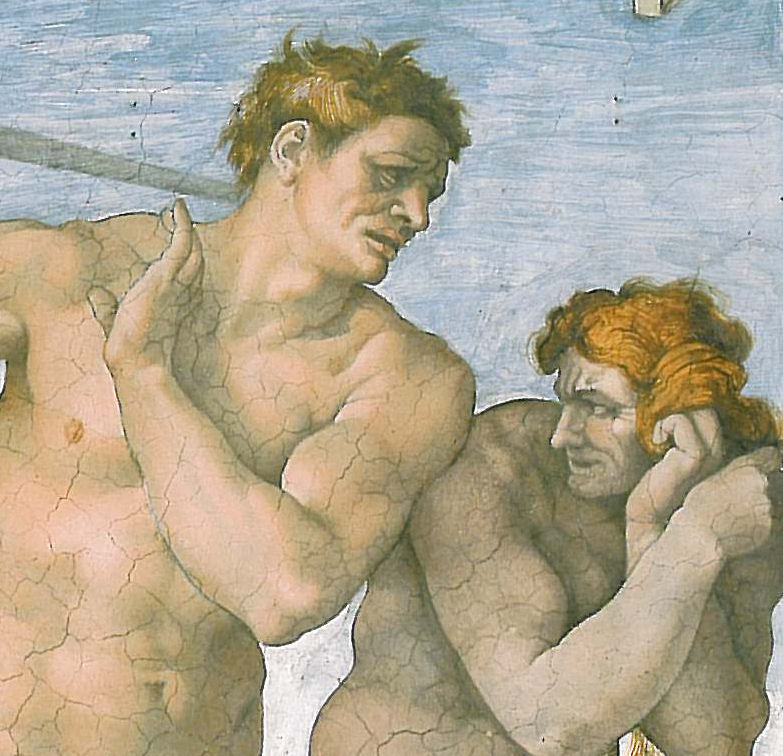
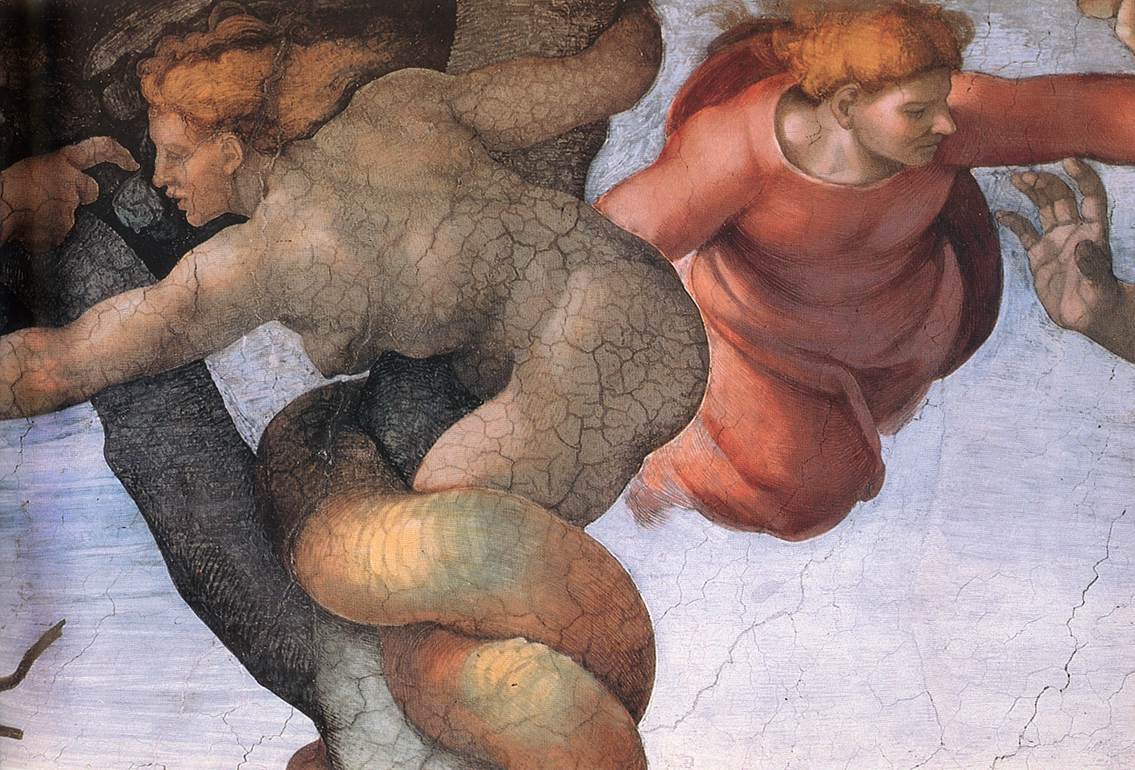
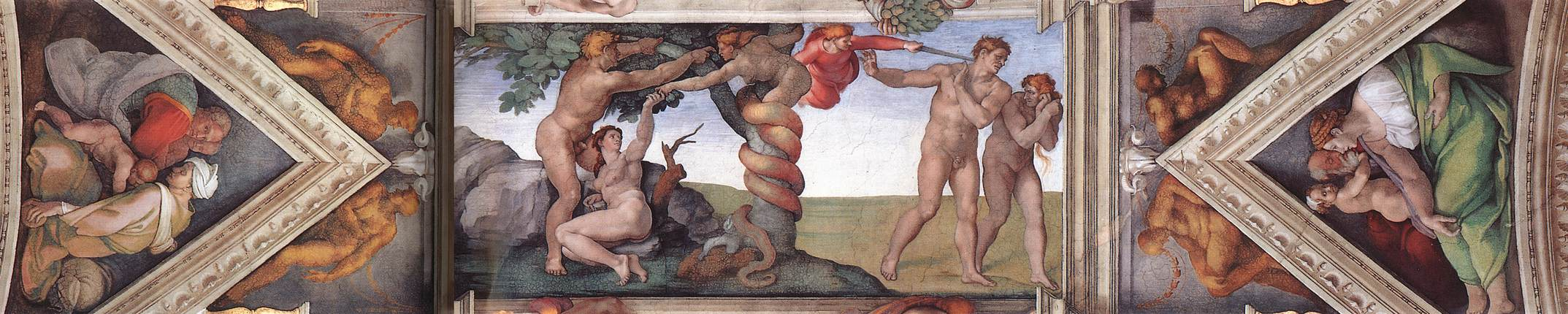
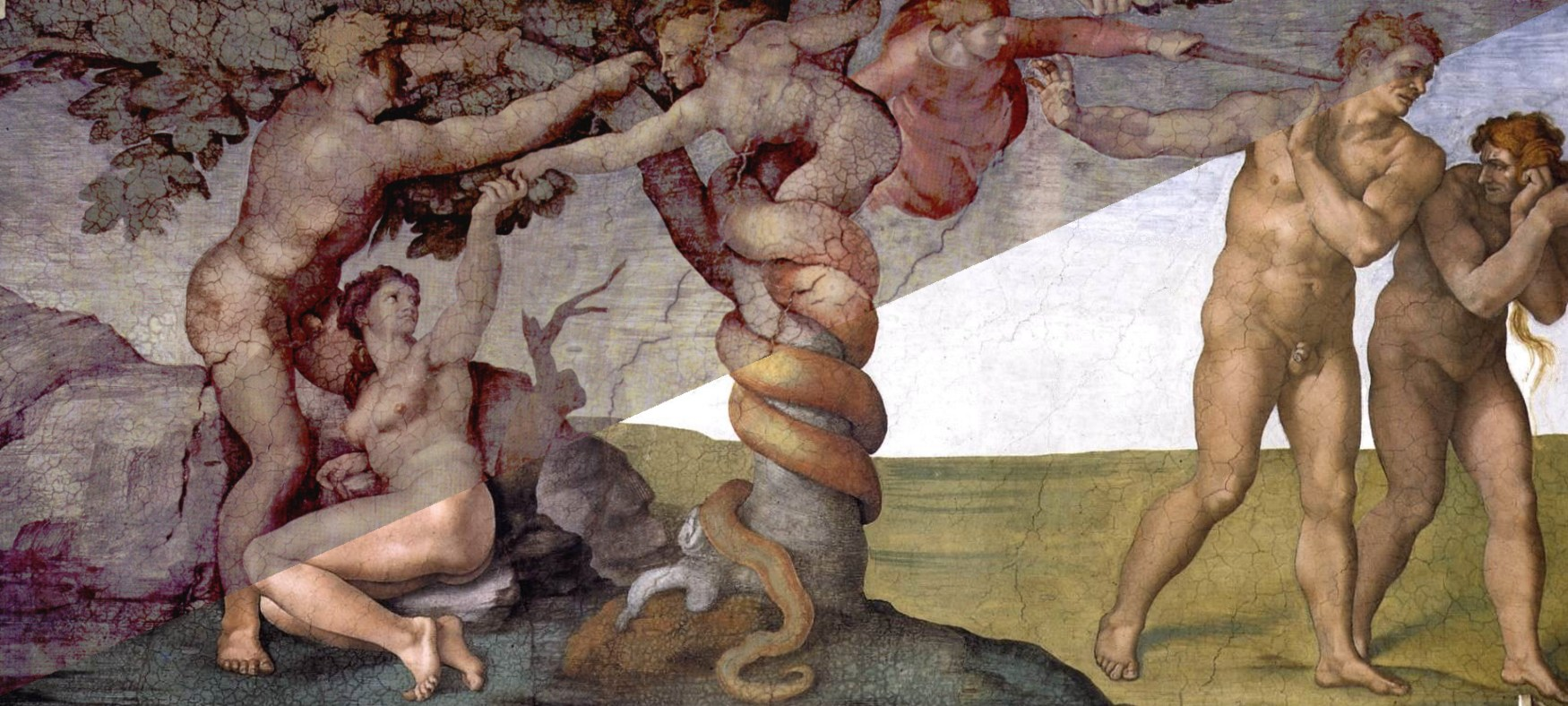
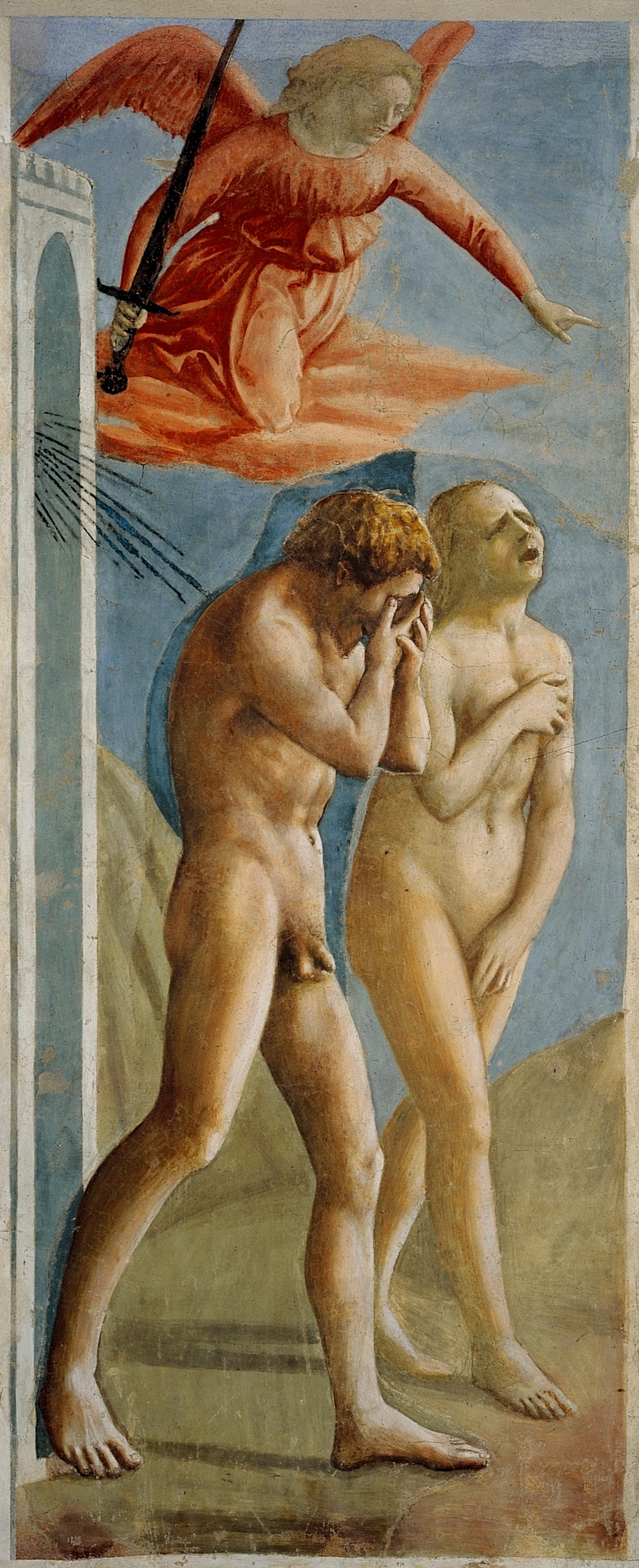
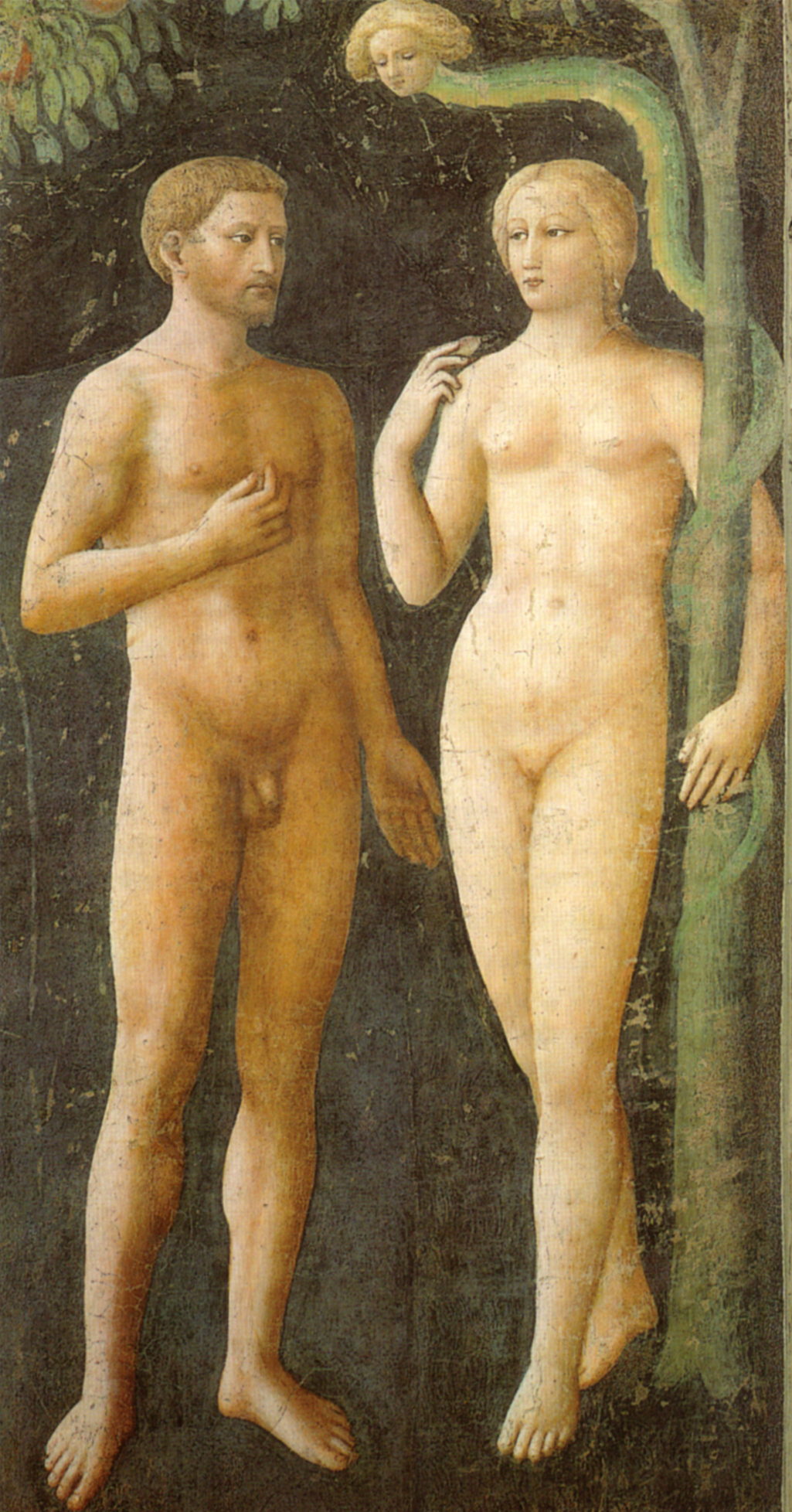